# Mirosław Plawgo
Mirosław Plawgo (ur. 4 stycznia 1970) – polski lekkoatleta, specjalizujący się w biegach długodystansowych. Trzykrotny mistrz Polski w biegu maratońskim.

## Osiągnięcia
- Mistrzostwa Polski seniorów w lekkoatletyce (8 medali)[1]
  - Kędzierzyn-Koźle 1992 – brązowy medal w biegu przełajowym na 12 km
  - Płock 1993 – brązowy medal w biegu przełajowym na 12 km
  - Brzeszcze 1994 – złoty medal w półmaratonie
  - Wrocław 1996 – złoty medal w maratonie
  - Brzeszcze 1996 – srebrny medal w półmaratonie
  - Warszawa 2000 – złoty medal w maratonie
  - Piła 2000 – srebrny medal w półmaratonie
  - Dębno 2001 – złoty medal w maratonie
- Wrocław Maraton
  - 1996 – I miejsce
- Maraton Warszawski
  - 2000 – I miejsce
- Maraton Dębno
  - 2000 – I miejsce

## Rekordy życiowe
- bieg na 3000 metrów
  - stadion – 8:31,04 (Rehlingen 2002)
- bieg na 10 000 metrów
  - stadion – 30:11,30 (Varaždin 1989)
- bieg na 10 kilometrów – 29:57 (Gliwice 2002)
- bieg na 15 kilometrów – 46:15 (Kołobrzeg 2004)
- bieg na 20 kilometrów – 1:00:55 (Alphen aan den Rijn 1996)
- półmaraton – 1:02:42 (Września 2000)
- maraton – 2:12:27 (Dębno 2001)